# Florian Munteanu
Florian Munteanu (sinh ngày 13/10/1990, nghệ danh: Big Nasty) là nam diễn viên, người mẫu, cựu võ sĩ quyền anh hạng nặng người Đức gốc Romani. Anh được biết đến với vai võ sĩ Viktor Drago trong phim Creed II (2018), phần tiếp theo của Rocky IV năm 1985. Anh cũng đóng vai Razor Fist trong Shang-Chi và huyền thoại Thập Luân của Vũ trụ Điện ảnh Marvel (2021).

## Tiểu sử
Munteanu sinh năm 1990 ở Đức, cha mẹ anh là người Romani, nhập cư năm 1985. Mẹ anh là luật sư, còn cha anh là bác sĩ da liễu, cũng từng là một võ sĩ đấm bốc.
Anh sống tại Munich và Los Angeles, California. Anh hiện là đại sứ thương hiệu của hãng đồ ăn Domino's Pizza và SuperKombat, một tổ chức đấu võ tại Romani.

## Danh sách phim
| Năm  | Tên                                | Vai          | Ghi chú   |
| ---- | ---------------------------------- | ------------ | --------- |
| 2016 | Bogat                              | Razvan       | Phim ngắn |
| 2018 | Creed II                           | Viktor Drago |           |
| 2021 | Shang-Chi và huyền thoại Thập Luân | Razor Fist   |           |
| 2021 | Violence of Action                 | Kaufman      |           |
| 2023 | Creed III: Tay đấm huyền thoại     | Viktor Drago |           |
| 2024 | Borderlands: Trở lại Pandora       | Krieg        |           |